# Peraeospinosus subtigaleatus
Peraeospinosus subtigaleatus is een naaldkreeftjessoort uit de familie van de Typhlotanaidae. De wetenschappelijke naam van de soort is voor het eerst geldig gepubliceerd in 2005 door Blazewicz-Paszkowycz.